# Video (singel)
Video – utwór muzyczny polskiego zespołu 2 plus 1 z 1985 roku.
Piosenka została napisana przez Jerzego Suchockiego, Johna Portera i Macieja Zembatego. Jest utrzymana w szybkim tempie i stylu synthpopowym. Główny wokal w piosence obejmuje Janusz Kruk. Był to drugi singel z płyty Video. Na jego stronie B umieszczono nagranie „Samo życie”, również pochodzące z tego albumu.

## Lista ścieżek
- Singel 7"[1][2]

A. „Video” – 4:20
B. „Samo życie” – 4:05

## Pozycje na listach przebojów
| Lista                              | Pozycja |
| ---------------------------------- | ------- |
| Radiowa Piosenka Tygodnia          | 2       |
| Lista Przebojów Programu Trzeciego | 16      |